# Дом Шекихановых
Дом Шекихановых (азерб. Şəkixanovların evi) — двухэтажное здание, расположенное в городе Шеки, в Азербайджане. Построено во второй половине XVIII века. Дом находится к западу от Дворца шекинских ханов и принадлежал родственникам шекинских ханов.

## Описание
Здание, построенное из сырого кирпича, включает в себя 6 комнат, 4 коридора и 2 балкона. По богатству декоративных элементов интерьера Дом Шекихановых похож на здания дворцового типа. Комнаты первого этажа были предназначены для зимнего периода, в центральном зале установлен камин.
Центральный зал второго этажа здания украшен сюжетными и орнаментными настенными росписями. В центральной части зала расположен богато украшенный декоративный камин. Стены украшены портретами героев «Хамсе» Низами Гянджеви (изображения на мотивы поэм «Лейли и Меджнун», «Хосров и Ширин», «Семь красавиц» и др.), изображениями зверей и птиц, орнаментными композициями. Портреты нарисованы в стиле миниатюрной живописи. Потолок зала (плафон) украшен более богатыми рисунками, здесь изображены фигуры крылатых девушек (ангелов). Верхний пояс стен украшен зеркальными сталактитами; несколько ниже расположен рэф — полка для праздничной посуды.
Художественная планировка интерьера завершена разноцветными окнами-шебеке фасада. Архитектура и художественное убранство дома Шекихановых повлияло  на построенные в дальнейшем на территории Азербайджана усадьбы и дома дворцового типа. В доме Шекихановых выделяют сходство с расположенным неподалёку Дворцом шекинских ханов.
В ноябре 2012 года по заказу Министерства культуры и туризма Азербайджана была начата капитальная реконструкция памятника, завершившаяся в августе 2013 года.

Росписи на стенах центральной комнаты на втором этаже
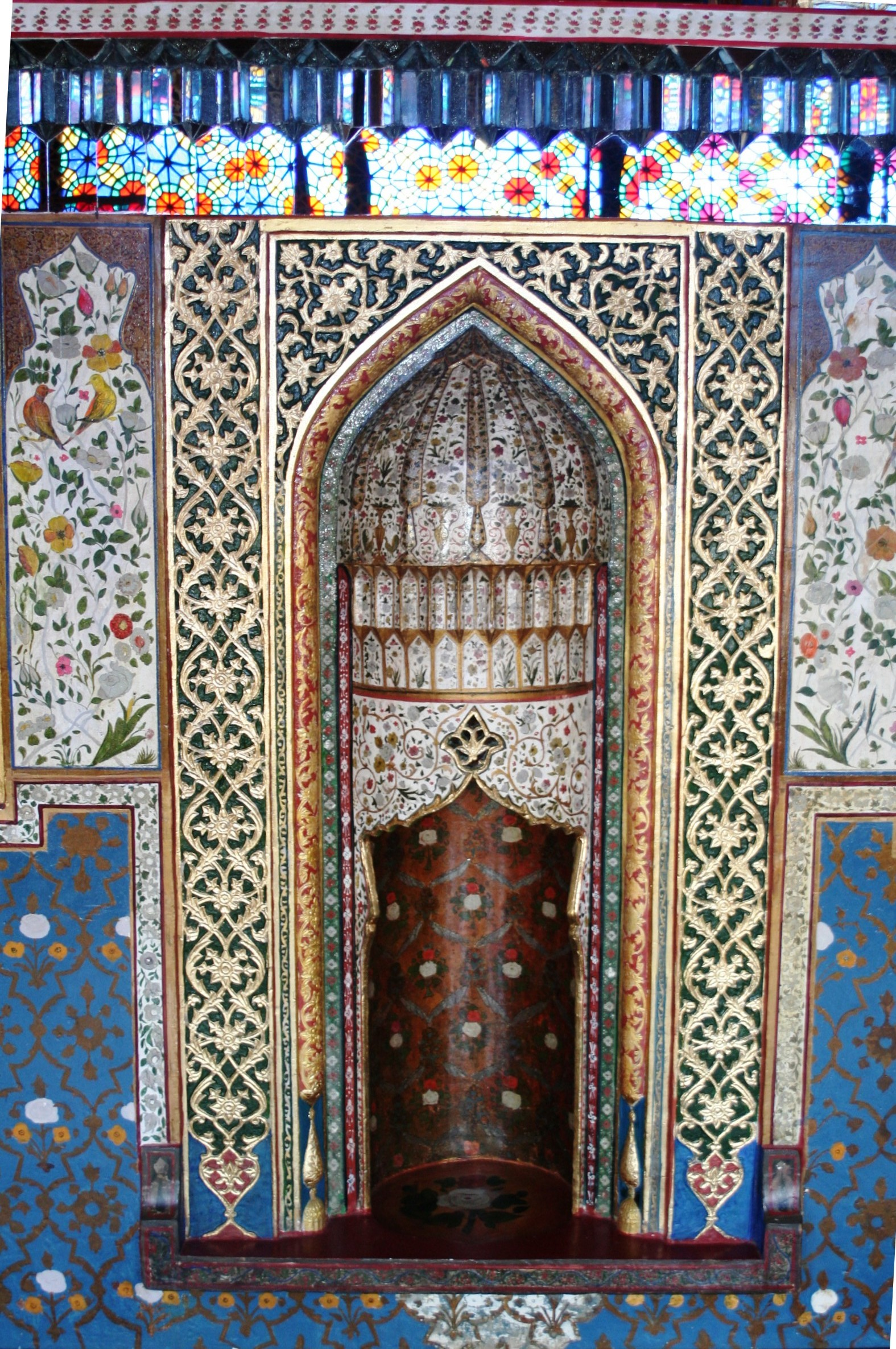
Камин
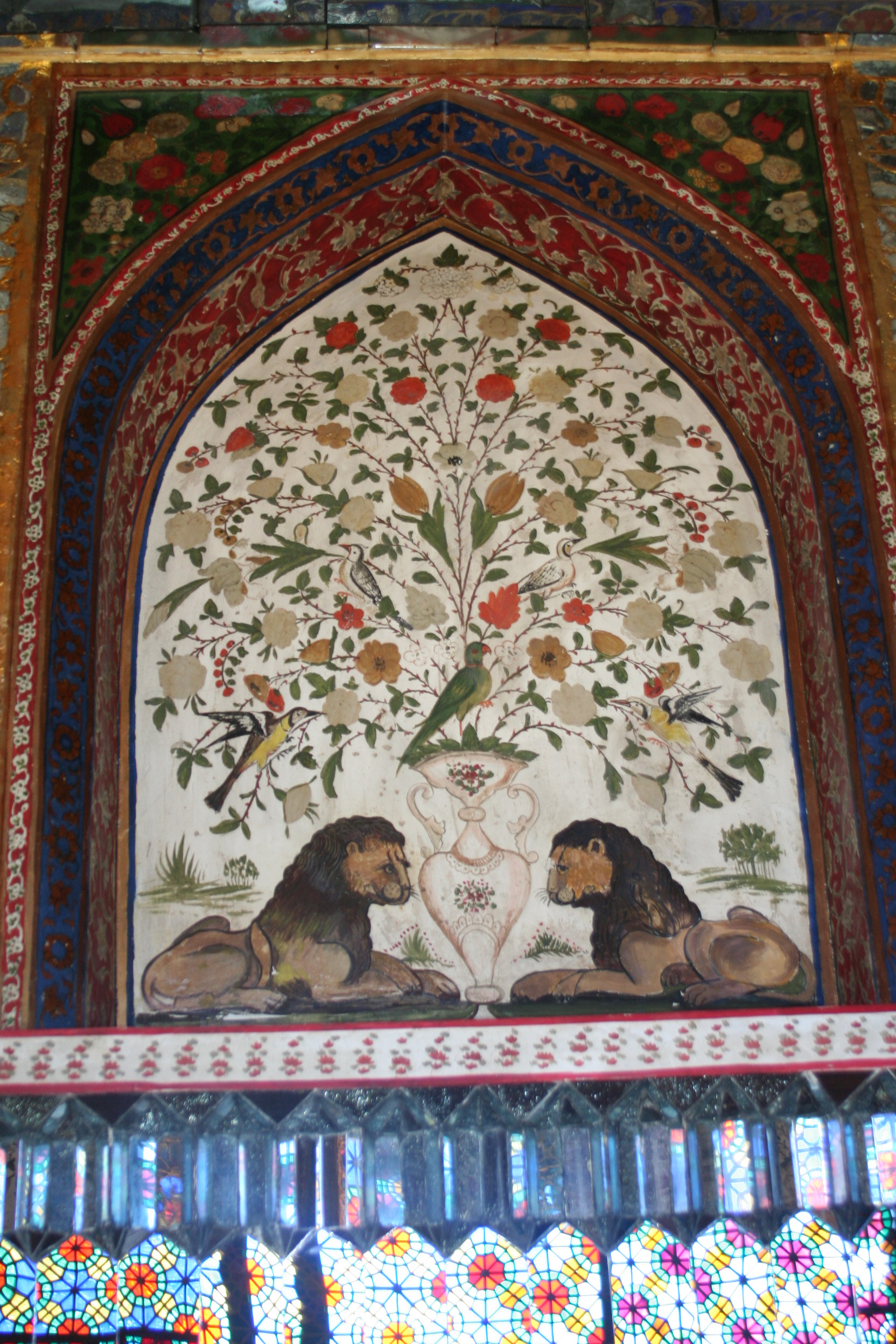
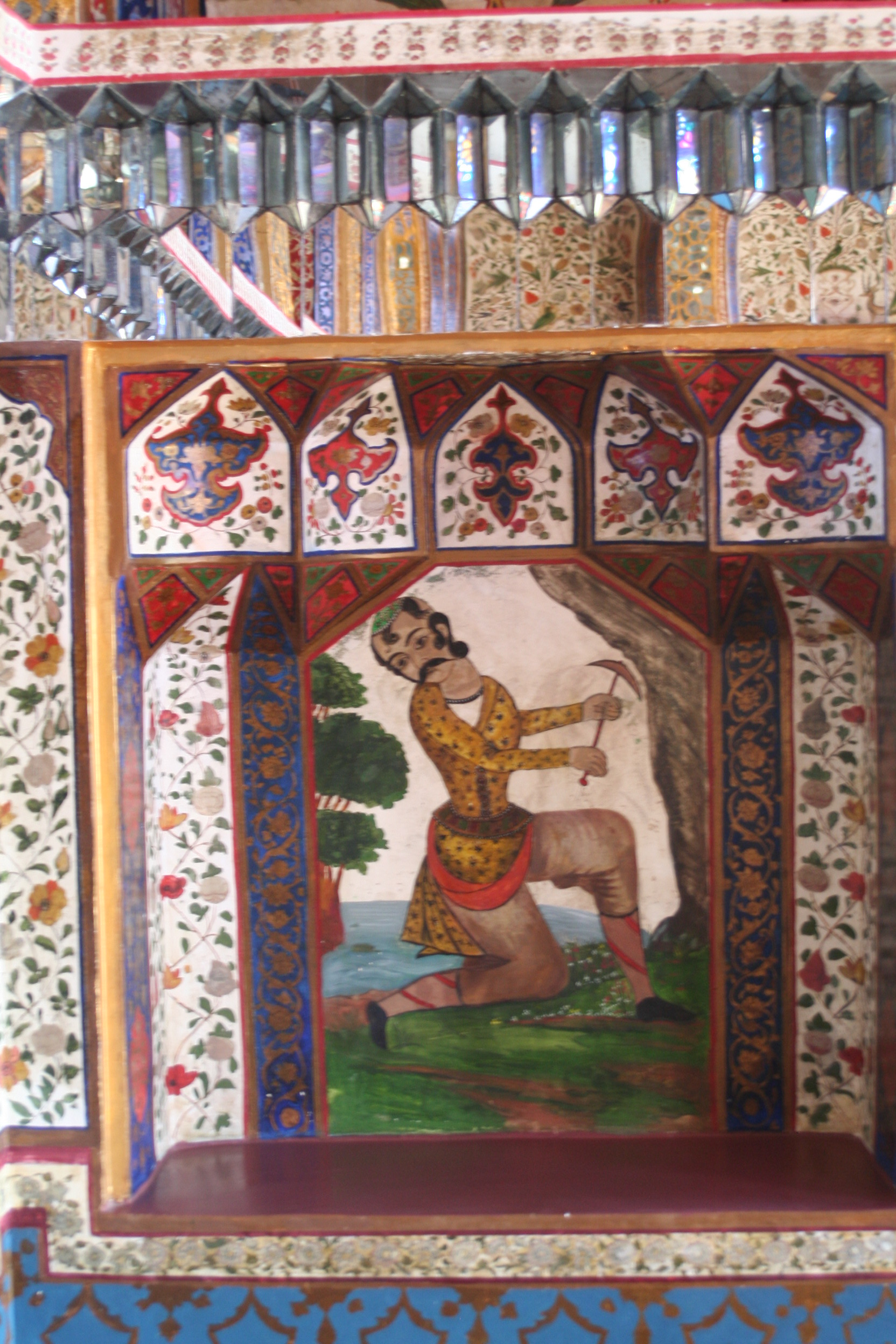
Портрет Фархада («Хосров и Ширин» Низами Гянджеви)

Росписи на потолке центральной комнаты на втором этаже
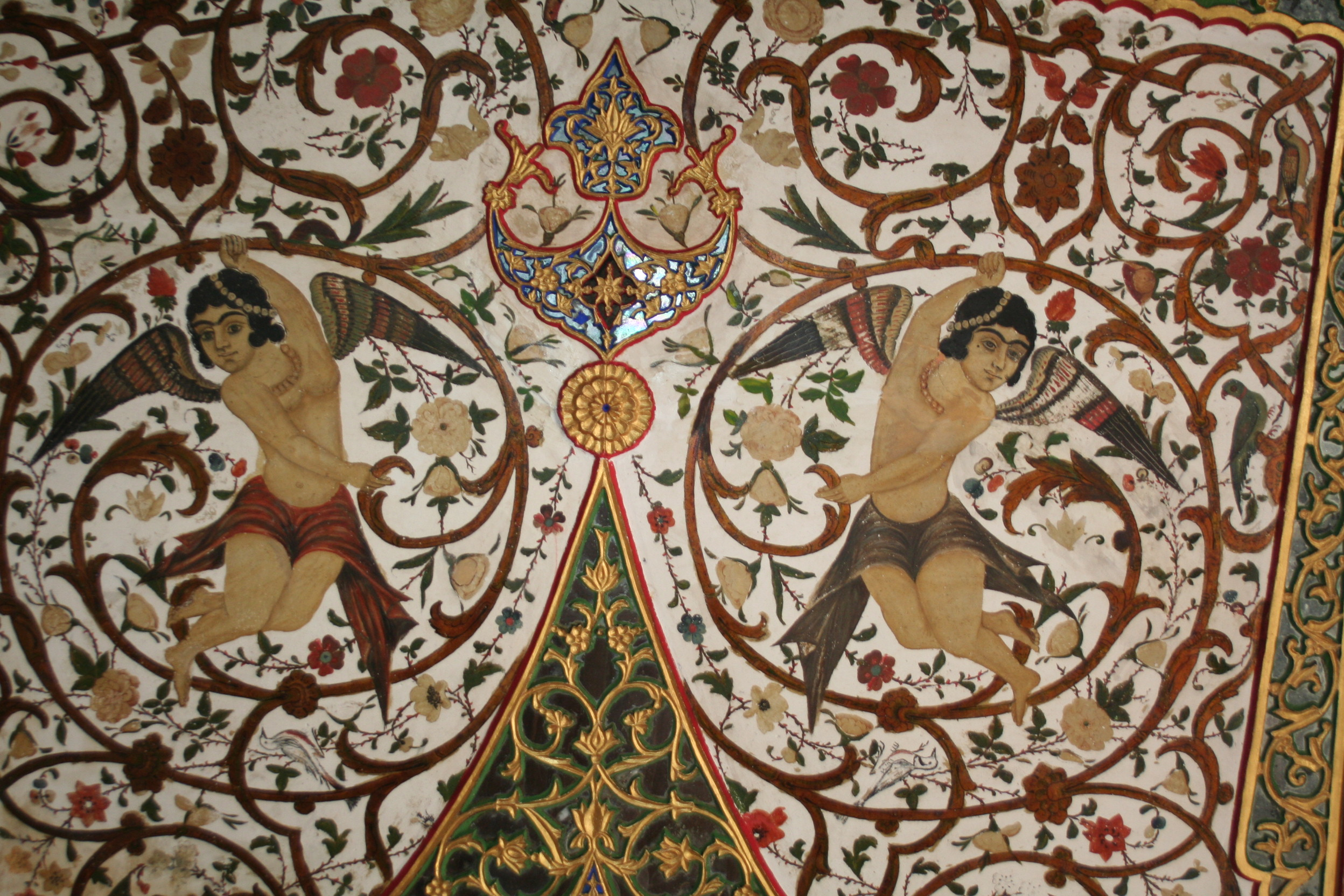
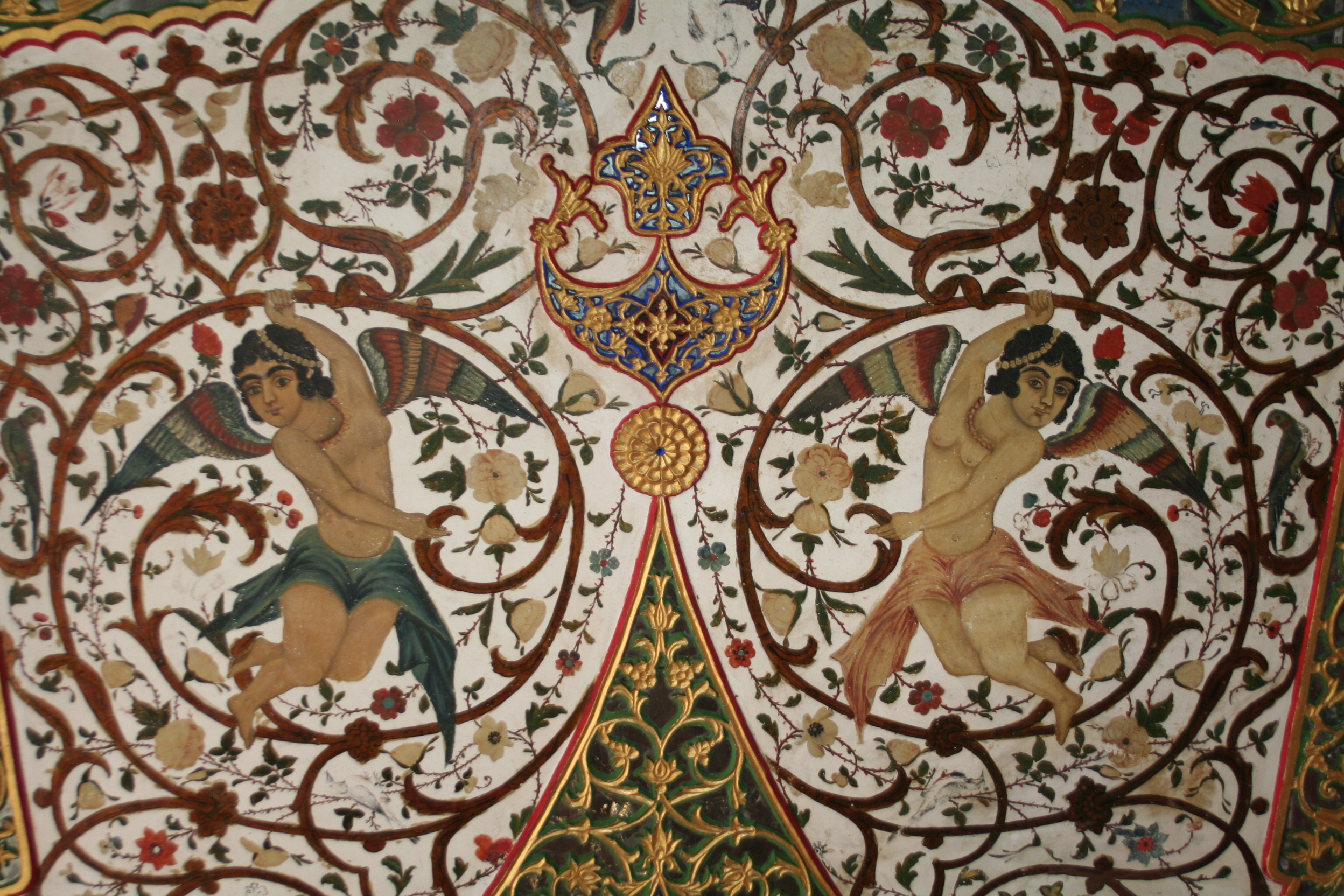